# エレン・ディンクチ
エレン・サミ・ディンクチ（Eren Sami Dinkçi, 2001年12月13日 - ）は、ドイツのブレーメン州ブレーメン出身のプロサッカー選手。ブンデスリーガのSCフライブルク所属。ポジションはフォワード。

## 経歴

### ヴェルダー・ブレーメン
地元のSCボルグフェルドを経て、2019年1月よりヴェルダー・ブレーメンのユースアカデミーに加入。一度期限付き移籍でボルグフェルドに戻った時期もあった。
2020年12月19日、1.FSVマインツ05戦の86分に途中出場してプロデビュー。90分にはプロ初得点となるヘディングシュートを成功させ、これが決勝点となってチームは勝利した。
2022年4月にブレーメンと契約延長に合意した。

### 1.FCハイデンハイム
2023-24シーズンより、1.FCハイデンハイムへ期限付き移籍した。

### SCフライブルク
2024年4月24日にSCフライブルクへの完全移籍が発表された。チームへの合流は2024-25シーズンからとなる。

## 代表歴
ドイツ、トルコの代表資格を持つ。
2020年にU-19トルコ代表、U-20ドイツ代表に選出された。